# Jornal da Sociedade dos Amigos das Letras
Jornal da Sociedade dos Amigos das Letras foi publicado em Lisboa entre Abril e Agosto de 1836. Tal sociedade, proprietária do periódico, designa-se como um agrupamento apolítico, “aberto a todos os Portugueses em cujo espírito se ache saber, em cujo coração moralidade, em cuja alma patriotismo”, sendo os seus conteúdos obviamente literários e científicos. Colaboram neste periódico: José Feliciano de Castilho, mais tarde 1.º Visconde de Castilho, António Feliciano de Castilho e Augusto de Castilho; Alexandre Herculano, António de Oliveira Marreca, José Joaquim Lopes de Lima, Manuel da Gama Xaro e João Vicente Pimentel Maldonado.